# Ministère des Mines et de l'Énergie du Brésil
Le ministère des Mines et de l'Énergie (en portugais : Ministério de Minas e Energia) (MME) est un département du gouvernement brésilien établi en 1960. 
Alexandre Silveira est ministre dans le gouvernement Lula depuis le 1er janvier 2023.

## Histoire

### Fondation
Le ministère est fondé le 22 juillet 1960 sous la présidence de Juscelino Kubitschek. Précédemment, le domaine des mines et de l'énergie était dévolu au ministère de l'Agriculture.

### Dissolution et réhabilitation
En 1990, la loi n°8028 abolit le ministère et ses fonctions sont transférées au ministère des Infrastructures, créé par la même loi, qui est également responsable des secteurs des transports et des communications. Le ministère des Mines et de l'Énergie est rétabli en 1992, par la loi n° 8422.

### Depuis les années 1990
Le 6 août 1997, la loi n°9478 créé le Conseil national de la politique de l'énergie (CNPE), liée à la présidence et présidé par le ministre des Mines et de l'Énergie. Il est chargé de proposer au président et des mesures nationales pour le secteur.
En 2003, la loi n°10683 définit les pouvoirs du MME dans les domaines de la géologie, des ressources minérales et énergétiques, des projets hydroélectriques, miniers et métallurgiques, des hydrocarbures et d'électricité (y compris le nucléaire). La structure du ministère est organisée par le décret n° 5267 du 9 décembre 2004, qui crée le ministère de l'Énergie, de la Planification et du Développement, de l'Énergie électrique, du Pétrole, du Gaz naturel et Carburants renouvelables, de la Géologie, des Mines et Traitement du minerai.
En 2004, la loi n° 10848 crée un suivi du secteur de l'électricité par un comité (CMSE), dont la fonction est de surveiller et d'évaluer en permanence la continuité et la sécurité de l'approvisionnement en électricité dans tout le pays.
Le 15 mars 2004, la loi n° 10847 autorise la création de la Société de recherche énergétique (EPE), relevant du ministère, qui vise à fournir des services dans le domaine des études et de recherche pour appuyer la planification de secteur de l'énergie.

## Structures liées
Le MME est liée à des entreprises comme Eletrobras et Petrobras. Parmi les autorités en relation avec le ministère se trouvent la Commission nationale de l'énergie atomique (ANEEL), l'Agence nationale du pétrole, du gaz naturel et des biocarburants (ANP) et le département national de la production minérale (ANP).